# Rhodostrophia cervinaria
Rhodostrophia cervinaria là một loài bướm đêm trong họ Geometridae.